# You Sent Me Flying
"You Sent Me Flying" é uma canção da cantora e compositora inglesa Amy Winehouse do seu álbum de estreia, Frank (2003). Escrita por Winehouse e Felix Howard, a canção foi lançada em 5 de abril de 2004 como o terceiro single do álbum, com "In My Bed" como seu lado-A. O single chegou ao número 60 no UK Singles Chart.

## Faixas
Reino Unido CD single
1. "In My Bed"
2. "You Sent Me Flying"
3. "Best Friend" (Acústico)

## Performance nas Paradas
| Paradas (2004)                 | Melhor posição |
| ------------------------------ | -------------- |
| Reino Unido - UK Singles Chart | 60             |